# Rapanui
Este artigo é sobre os habitantes nativos da Ilha de Páscoa. Para obter informações sobre a própria ilha, consulte Ilha de Páscoa.
O Rapanui ou Rapa Nui são os habitantes nativos polinésios da Ilha de Páscoa no Oceano Pacífico, pertencente ao Chile. 
Hoje, o povo rapanui compõe 60% da população da Ilha de Páscoa. Eles falam o língua rapanui, assim como o idioma local da ilha, que é o Espanhol. No censo de 2002, foi apurado que havia 3.304 habitantes na ilha, a quase totalidade vivendo na cidade de Hanga Roa, na costa oeste da Ilha. Foram os possíveis construtores das estátuas Moais.
A ilha é considerada um dos lugares habitados mais isolados do mundo, estando a uma distância de 4.000 km tanto da costa da América do Sul quanto do Tahiti.
A maior fonte de renda da Ilha de Páscoa provém do turismo, que atrai visitantes do mundo todo para conhecerem os Moais. Algumas frutas são produzidas para consumo local.
A ilha dispõe de um aeroporto com uma pista de 3.318 m, capaz de receber aviões de grande porte, e recebe voos regulares da empresa aérea chileno-brasileira LATAM Airlines Group.Os ativistas em prol dos Rapa Nui têm lutado por mais autonomia em relação ao Governo de Santiago, o que tem gerado recentes conflitos com a polícia chilena.
Estima-se que o Povo Rapa Nui chegou à ilha entre 300 e 1200 DC. Anteriormente acreditava-se que sua chegada teria ocorrido entre 700 e 800 DC, porém datações em carbono revelaram que sua chegada pode ter ocorrido até perto de 1200 DC. A origem deste povo é polinésia, o que foi verificado através de análises do DNA mitocondrial de esqueletos pré-históricos. Porém, estudiosos acreditam ter havido contato do povo Rapa Nui com a América do Sul, em razão da introdução de plantas originárias deste continente, tais como a batata doce e o porongo. Jacob Roggeveen foi o primeiro europeu que se sabe ter tido contato com a ilha, o que ocorreu em 5 de abril de 1722, mas lá permaneceu apenas alguns dias. Felipe Gonzales de Ahedo visitou a ilha em 1770 e a requisitou como parte do Império Espanhol. Outros navegadores, como James Cook e Jean-François de La Pérouse também estiveram na ilha por alguns dias, nos anos de 1774 e 1786, respectivamente.
O aspecto mais conhecido da Ilha de Páscoa é o conjunto de estátuas conhecidas como "Moai". Essas são estátuas gigantes com a forma humana escavadas em rocha entre o período de 1250 e 1500, as quais acredita-se que representam faces de ancestrais.